# Parisina

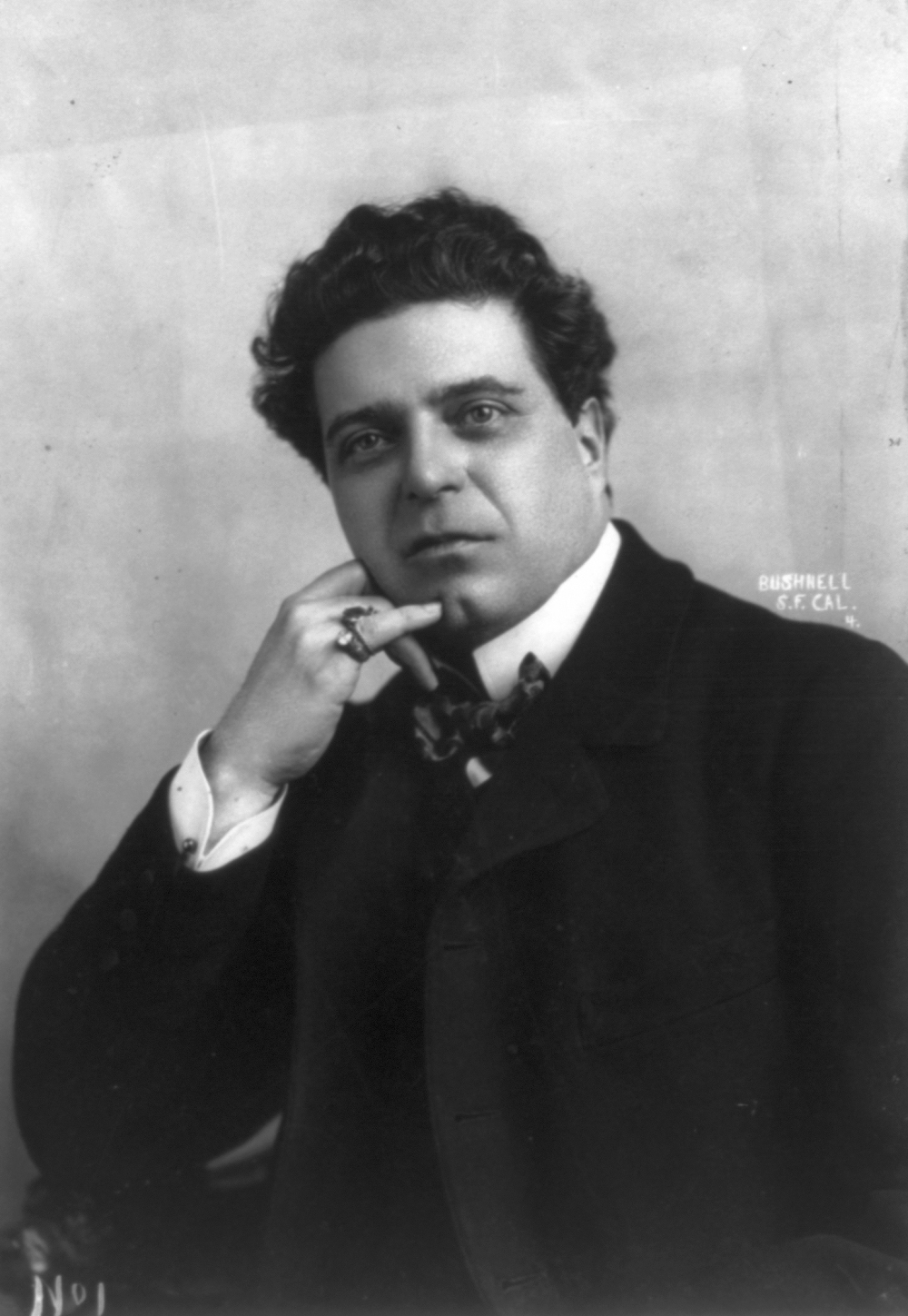
Pietro Mascagni

Parisina är en italiensk opera (tragedia lirica) i fyra akter med musik av Pietro Mascagni och libretto av Gabriele D'Annunzio efter lord Byrons dikt med samma namn (1816).

## Historia
D'Annunzio erbjöd sin text (den enda specifika operatext han skrev) först till Puccini och sedan till Alberto Franchetti, som båda tackade nej, innan Mascagni slutligen bestämde sig för att ta sig an den. Men även han tvekade inför uppgiften av rädsla för att librettots kvalitet och författarens rykte skulle överskugga hans del i projektet. Verket blev långt på grund av att D'Annunzio motsatte sig alla strykningar i sin text, trots att Mascagni kortade ned de 1400 originalverserna med ungefär 330. Finalakten, som uppfördes vid premiären men som senare togs bort, bestod av ett postumt möte mellan Parisinas och Ugos andar, vilken D'Annunzio räknade som ovärderlig för handlingen. 
Operan hade premiär den 15 december 1913 på La Scala i Milano.
Handlingen skiljer sig från Felice Romanis text till Gaetano Donizettis opera Parisina d'Este (1833) och handlar mer om de älskande Parisina och Ugo än om markisens svartsjuka.

## Personer
- Markis Nicolò d'Este (baryton)

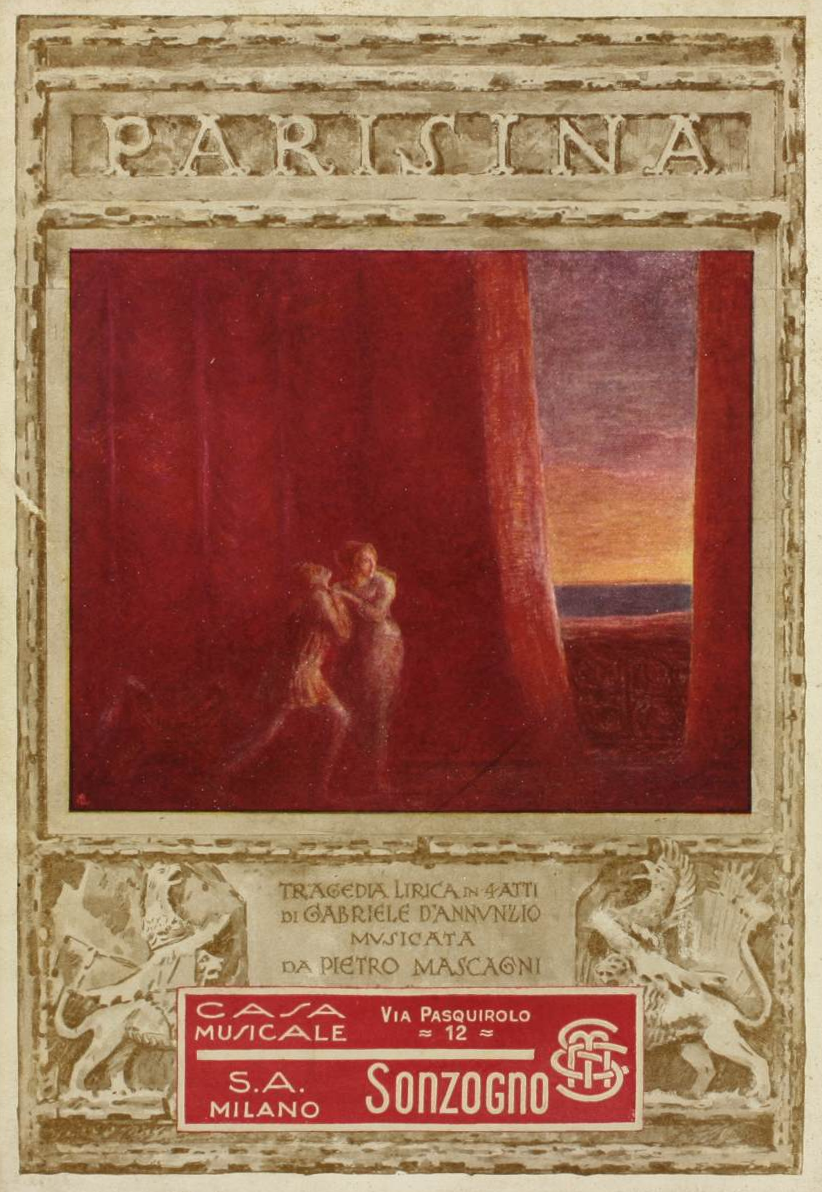
Framsida till librettot.

- Parisina Malatesta, hans andra hustru (sopran)
- Ugo d'Este, Niccolòs son och Parisinas styvson (tenor)
- Stella dell'Assassino, markisens första hustru (mezzosopran)
- Aldobrandino dei Rangoni (bas)
- La Verde, Stellas tjänarinna (mezzosopran)

## Handling
Nicolò d'Este har gift om sig med Parisina. Sonen Ugo räddar sin styvmor från pirater och förklarar henne sin kärlek. Till slut får Nicolò reda på sanningen och dömer både sin otrogna hustru och sin son till döden.